# Arthur Henry Roberts
Pour les articles homonymes, voir Roberts.
Ne doit pas être confondu avec Henry Roberts ou Arthur Roberts.
Arthur Henry Roberts, né en 1819 à Paris où il est mort le 28 janvier 1900, est un peintre français d'origine britannique.

## Biographie

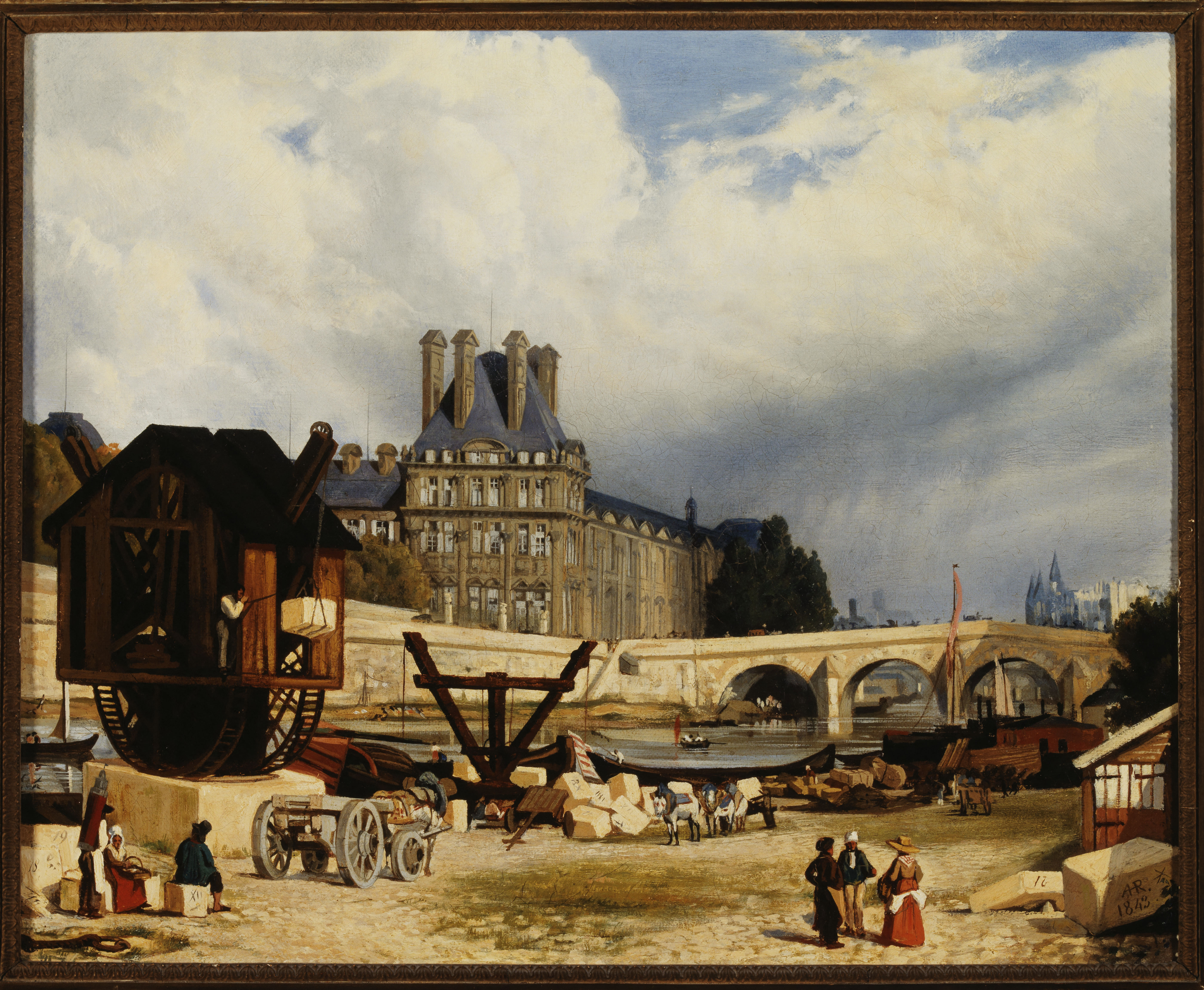
Les Tuileries et le Pont Royal, en 1843, Musée Carnavalet.

Arthur Henry Roberts est le fils du peintre James Roberts et de Sarah Dakin.
Peintre de genre et d'histoire, il expose au Salon de 1839 à 1867. Il obtient une médaille de troisième classe à l'Exposition universelle de 1855,.
Élève de son père et de Michel Martin Drölling, il représente principalement des portraits et des sujets religieux.
Vice-président de l'Association des Artistes, il est élevé en juillet 1898 au rang de Chevalier de la Légion d'honneur au titre étranger.
Il meurt célibataire à son domicile de l'avenue de Tourville à l'âge de 80 ans. Il est inhumé le 1er février 1900 au cimetière du Montparnasse.

## Œuvres dans les collections publiques
- Paris
  - Musée Carnavalet : Les Tuileries et le Pont Royal, en 1843[9]
  - Musée du Louvre : Intérieur du cabinet de Monsieur Sauvageot[10]
  - Musée d'Orsay : Au Palais de Cristal de Londres[11]
- Boston
  - Musée des Beaux-Arts : Le Port aux Pierres sur le Quai d'Orsay[12]

## Œuvres exposées aux Salons parisiens
- Salle de réception chez Mme la comtesse d’Appony, à Auteuil, no 1807 au Salon de 1839
- Portrait d'Ahmed-Ben-Aissa, no 1028 au Salon de 1843
- Saint Robert, comte de Tonnerre, premier abbé fondateur de Cîteaux, en 1098, no 1554 au Salon de 1844
- Marguerite, no 1548 au Salon de 1846
- Jésus chez Marthe et Marie / (Evangile selon Saint Luc, ch. X), no 3939 au Salon de 1848
- Portrait de Mlle D., no 2648 au Salon de 1850
- Nazareth, no 1000 au Salon de 1853
- Sainte Claire : elle repousse les Sarrasins qui attaquent le couvent de Saint-Damien, près Assise, en leur présentant la sainte Eucharistie, no 3879 au Salon de 1855
- Intérieur du cabinet de M. Sauvageot, no 2292 au Salon de 1857
- Tribulation, no 1605 au Salon de 1863
- Une trouvaille !, no 1652 au Salon de 1864
- Le vin nouveau, no 1845 au Salon de 1865
- Portrait de Mlle de C., no 1846 au Salon de 1865
- Portrait de Seïd Efendi, no 1667 au Salon de 1866
- Enfance de sainte Thérèse, no 1668 au Salon de 1866
- Vue de la Sainte-Chapelle et du pont Saint- Michel, à Paris, no 2037 au Salon de 1867, aquarelle